# Praktischer Idealismus: Teknikkens Forsvarstale
Praktischer Idealismus: Teknikkens Forsvarstale
Dette er anden del af grev Koudenhove-Kalergis bog: Praktischer Idealismus, som blev udgivet i Wien i november 1925. 'Teknikkens Forsvarstale' blev skrevet i 1922. 
Forud for denne kommer Adel fra 1920 og den efterfølges af Pacifisme fra 1924. Under opslaget Praktischer Idealismus finder du sammendrag m.m.
 Denne artikel bør gennemlæses af en person med fagkendskab for at sikre den faglige korrekthed.
    burde den ikke være i wikibooks

Motto:
Etik er vår kulturs sjæl -
Teknik dens legeme:
mens sana in corpore sanol (en sund sjæl i et sundt legeme)

## I. Det tabteParadis
1. Kulturens forbandelse
«Kulturen har forvandlet Europa til et tugthus og flertallet af dets beboere til tvangsarbejdere. -»
Europa giver sig gerne ud for at være frit. Men hvilket som helst dyr i naturen er friere og lykkeligere end den europæiske fabriksarbejder, som dag ud og dag ind må betjene de livsfornægtende maskiner og som tvinges til at bo med sin familie i en hæslig by; et unaturligt, usund, ufrit, uorganisk liv. 
2. Udfoldelse og frihed
Det tabte Paradis er den tid da mennesket levede en dyrisk tilværelse i troperne, uden byer, uden stater og uden arbejde. -
Hvad er frihed? For alle væsener er det forskelligt, men i princippet er frihed at kunne udnytte sit potentiale. 
Der hvor frihed udfoldes, opstår skønhed. De fleste dyr, fugle og planter udfolder sig inden for grænserne af sine muligheder og er skønne at beskue. De fleste mennesker er hæslige, fordi de ikke udfolder sig i samsvar med sine muligheder og er derfor heller ikke lykkelige.
3. Overbefolkning og vandringen mod nord
To ting drev menneskene ud af Paradis: Overbefolkning og det at flytte til koldere zoner.
Overbefolkning tvang mennesket ind i samfundet og nordover i det koldere klima, som igen krævede dagligt arbejde for at overleve. 
4. Samfund og klima
Samfund og natur spiller bold med offeret: Mennesket, som flygter fra byen og ud i ødemarken for at slippe fri fra tvangen, trues der af et ubarmhjertigt klima, af sult og kulde. Mennesket, som søger sig væk fra den barske ødemark og ind til byen, trues af det ubarmhjertige samfund, som udnytter og undertrykker det.
5. Menneskehedens befrielsesforsøg
Verdenshistorien består en en lang række af forsøg på at befri sig fra samfundets fængsel og jordens eksil.
På fire måder har mennesket forsøgt at komme tilbage til frihedens tabte Paradis:
- Vejen tilbage. Ved at flytte tilbage til solen og ensomheden. Næsten alle folkevandringer og krige kan føres tilbage til dette. 
- Vejen opad. Ved at tilrane sig magt over land, penge og mennesker kunne nogle få opnå den tilstræbte frihed på de andres bekostning. Dette skabte fjendskab, borgerkrige, krige og revolutioner. 
- Vejen indover. Ved forsagelse og meditation fandt mange den religiøse vej til hjertets og sjælens ro. 
- Vejen fremover. Overvindelse af naturkræfterne med teknik og videnskab.

## II. Etik og teknik
1. Det sociale spørgsmål
Europæisk kulturs skæbnespørgsmål lyder: Hvordan er det muligt kan vi opnå paradisiske tilstande i tætbefolkede nordlige lande?
Svaret lyder: Gennem udvikling af etik og teknik. Skole, presse og religion kan forvandle europæeren fra at være et rovdyr til at blive et husdyr og dermed modne ham til det frie samfund. Teknikken kan skabe de nødvendige varer og befri mennesket fra sit slavearbejde så der bliver tid tilovers til opbyggelse af kultur. Etik løser det sociale spørgsmål indefra – teknik udefra.
2. Politikkens utilstrækkelighed
Det er etikkens ideal at gøre Europa om til et fællesskab af hellige. Det er teknikkens ideal at gøre alle rige. Etikken vil afskaffe begærlighed, så menneskene ikke længere føler sig fattige. Teknikken vil afskaffe fattigdommen. 
Politik kan hverken gøre folk tilfredse eller rige og vil derfor heller aldrig kunne løse det sociale spørgsmål. 
Med dagen etik og teknik kan politik i bedste fald almindeliggøre ufriheden, armoden og tvangsarbejdet, udjævne ondet, men ikke ophæve det, skabe et tugthus med ligeberettigede tvangsarbejdere, men ikke et Paradis. 
3. Stat og arbejde
Staten beskytter enkeltmennesket mod medmenneskernes vilkårlighed – arbejdet mod naturmagternes vilkårlighed.
4. Anarki og fritid
Anarki og frihed er idealer; stat og arbejde er dyder af nødvendighed. Anarki i våre nordlige lande ville medføre ufattelige lidelser, som menneskerne ville påføre hverandre. Lagdes arbejdet ned et par måneder ville befolkningen decimeres. 
5. Overvindelse af stat og arbejde
Statens mission er at overflødiggøre sig selv ved at sørge for dannelsen af en etik, som kan føre til anarki – arbejdets misjon er at overflødiggøre sig selv med at befordre teknik, som menneskene fritid. 
Det frivillige fællesskab er ingen forbandelse – bare tvangsstaten; det frivillige arbejde er ingen forbandelse – bare tvangsarbejdet. Idealet er ikke tøjlesløshed, men frihed; ikke lediggang, men fritid.
Kulturens løb fra fortidens Paradis til fremtidens Paradis kan beskrives med følgende dobbeltspiral: 
Naturanarki – overbefolkning – tvangsstat – etik – kulturanarki;
Naturfritid – nordvandring – tvangsarbejde – teknik – kulturfritid. 
Vi befinder os i dag midt på begge kurver, fjernt fra Paradis. Derfor lider vi. Den moderne gennemsnits-europæer er ikke længere naturmenneske – men endnu ikke kulturmenneske; ikke mere dyr – og alligevel ikke menneske; ikke mere del af naturen – og alligevel ikke naturen herre.
6. Etik og teknik
Etik og teknik er søsken: Etik behersker naturkræfterne i os, teknik behersker naturkræfterne omkring os. Begge vil tæmme naturen med formende ånd. Etik vil forløse mennesket ved heroisk fornægtelse: Resignation – teknik ved heroisk bekræftelse: Ved handling.
I Europa må vi finde en ligevægt mellem etik og teknik. 

## III. Asien og Europa
1. Asien og Europa
Der er to grundværdier i livet: Harmoni og kraft. På grund af sit milde klima og overbefolkning måtte Asien tilstræbe fredelig sameksistens ved askese og selvbeherskelse. På grund af kulden måtte Europa arbejde og opfinde teknik. Asiens ånd hviler i tiden. Den er indadvendt, kvindelig, æterisk, apollinsk, klassisk, idyllisk. Europas lever i tiden. Den er aktiv, udadvendt, målrettet, mandlig, dyrisk, dionysisk, romantisk, heroisk. Asiens symbol er cirklen, havet, alt billedliggjort i omega. Europas symbol er den rette streg, alfa med spidsen op gennemtrænger og befrugter omega. 
2. Kultur og klima
I titusinder af år stillede kulde og karrighed europæeren overfor valget: ’Arbejd eller dø!’ ’Zwischen Tat und Tot!’ Det hvide menneske måtte selv skabe nye sole i sine solfattige omgivelser.
Varmen derimod tvinger aktiviteten ned til et minimum. Gennem tiderne er sydens folk igen og igen blevet invaderet af nordens folk, mens religiøse forstyrrelser fra sydens folk vender sig mod nordens. Syden tager nordens kræfter op i sig, assimilerer og kultiverer dem, ja belives af dem. 
Således blev Europa religiøst besejret af jøderne og militært af germanerne.
Arabere, tyrkere, tartarer og mongoler fremstod ikke på grund af kulden, men steppernes tørke og karrighed. 
3. De tre religioner
Indiens hede skaber behagelighed, Kinas milde klima harmoni og Europas kulde aktivitet. Det satte sit præg på tre store religioner: Buddhismens højeste dyder er askese og fred. Kulden skabte de europæiske og japanske riddere. Eddaens tapre og handlekraftige Siegfried er helten og idealet. I Kina og Grækenland dyrkedes kunsten, det ædle menneske. 
Når en religion udbredes må den tage hensyn til disse klimatiske krav. Protestantismen er et eksempel på det.
4 Harmoni og kraft
Et godt hjerte beror på den vise ånd. Visdom på harmoni og kløgt på den skærpede åndskraft. Når man i tillæg ser, at germanerne er meget yngre end sydens folk, er det let at forstå, hvorfor visdom er så sjælden vare i Europa. Antikkens filosofer var vise, ikke Europas. Visdommen har haft kummerlige kår i Europa: Vise mennesker trak sig tilbage i klostrene og døde uden at efterlade sig børn. 
Europæiske kristusbilleder er triste og alvorlige mens buddhastatuer ler. Østens vise er i harmoni med sig selv, arbejder på sig selv og finder barnet i sig selv; og må naturligvis le ad verden. Og ikke mindst ad Europas kloge hoveder, som tidlig grånes og ældes. 
Asiens verdensmission er at forløse menneskeheden med sin etik – Europas verdensmission er at forløse menneskeheden med sin teknik.

## IV. Europas tekniske verdensmission
1. Den europæiske ånd
Europas væsen er vilje og dets kulturmission begynder med vor tid. Det fornyer verden ved kamp, reformation og revolution. Den europæiske ånd er Lucifer eller Prometheus: Lysbæreren, denne verdens herre, kampens og teknikkens herre, som vender sig mod den guddommelige verdensorden.
Europas ånd har brudt det politiske despoti og er blevet herre over naturkræfterne. Europæeren giver sig ikke hen til sin skæbne, men søger at mestre den gennem handling og åndskraft: Som aktivist og rationalist.
2. Hellas som For-Europa
Hellas var Europas forløber og opfattede som den første væsensforskellen mellem Europa og Asien og opdagede sin aktivistiske og rationalistiske sjæl. Alligevel forblev Europa en asiatisk kulturprovins og behersket af den asiatiske kristendom gennem hele middelalderen. 
Først med reformationen brød Europa med kristendommen og det asiatiske. Det fandt sit højdepunkt i oplysningstiden og Nietzsche.
3. Europas tekniske grundlag
Philipp II.s verden adskildte sig på ingen væsentlige punkter fra Hammurabis.
I de trehundrede og halvtreds år, som ligger mellem os og Philipp, har verden forandret sig mere end i de forudgående 3500 år.
Med teknik, krudt og tryksværte, erobrede Europa hele verden, men forvandlede også sit eget forhold til sig selv og sin omverden med teknikken. Han nævner for eksempel at portrætfotografiet er i færd med at tvinge malerne til i højere grad at male mennesket væsen, som fotografiet ikke er i stand til at afbillede. 
Som landbruget er patriarkalsk, således fremmer håndværk individualistisk mentalitet og det organiserede industriarbejde skaber den sociale mentalitet.
Kapitalisme og socialisme er konsekvenser af de tekniske fremskridt og den der af følgende globalisering (Weltwirtschaft).
Europæerne selv er blevet mere vågne, raskere, klogere og aktivere. De har altså den tekniske udvikling at takke for sit forspring frem for de andre kulturer. 
Europa er en funktion af teknikken. Amerika er Europa i højeste potens.
4. Teknisk vendepunkt
Den europæiske teknik har en lige så stor udviklingshistorisk betydning som anvendelsen af ild. Ilden, skænket af ureuropæeren Prometheus, betød overgangen fra dyr til menneske. 
Om titusinder af år vil historien blive inddelt i tiden før- og efter teknikken. Europæeren – som da for længst vil være uddød – vil blive berømmet som ophavet til den tekniske tidsalder.
Kulturen, som kommer til at fremstå af den tekniske tidsalder, kommer til at hæve sig over antikken og middelalderen på samme måde, som disse hævede sig over stenalderen.
5. Europa som kulturtangent
Hvor før den ene kultur afløste den andre har Europa brudt med fortiden og en gang for alle forandret hele verden med noget helt nyt: Teknikken.
På samme måde må en for os ukendt kultur have gået forud for oldtidens kulturer. Altid vil en kultur sprænge det vegeterende og skabe udvikling med opfindelser som bronze, jern og elektricitet. Faust og Iliaden bliver glemt, men ikke disse opdagelser. 
På europæernes opfinderånd beror den moderne kultur og på den jødiske etik, hellenernes kunst og romernes politik.
6. Leonardo og Bacon
To store europæere anede, hvad Europa skulle bringe. Leonardo da Vinci tegnede mange af de tekniske vidundere, som vi i dag omgiver os med og skabte dermed en europæiske modpol til den asiatiske levitationsteknik. 
Der, hvor tidligere utopier var sociale, var Bacon af Verulams Nova Atlantis teknisk. 
Hvor de andre var kristne, var Bacon allerede en Europæer.

## V. Jagt – krig – arbejde
1. Magt og frihed
Frihed og krig er to sider af samme sag. Den som vil bevare sin frihed må hele tiden afværge, ødelægge og undertrykke fremmede kræfter. Sejr er at føre sin vilje ud i livet. 
2. Jagt
I hundredetusinder af år har mennesket kæmpet mod dyrene og gjort sig til herre over dem alle. Nogle blev afværget og andre blev tæmmet og arbejdede og kæmpede for menneskene og bidrog til menneskenes frihed og magt. 
3. Krig
Krig er en specialform af kampen mod dyrene: Kampen mod andre mennesker; slaveri en specialform af dyreholdet. Også krigen formede menneskeånden og stålsatte menneskets kraft. 
4. Arbejde
Da det ikke længere var muligt at udnytte jagt og krig bedre, vendte mennesket sig mod arbejdet. Det er en specialform af krigen og teknikken en specialform af slaveriet, bare at nu blev naturkræfter lagt i lænker. 
5. Krigen som anakronisme
Sådan gik det, krigen bar stafetten videre fra jagten og nu er krigen ikke længere tidssvarende. Krigen er nu bare et forstyrrende element, en arbejdernes broderkrig. 
En gang var det dragedræberen, så feltherren og nu er det opfinderen eller arbejderen, som er helten. 
6. Teknik
Til arbejdet hører først landbrug, så teknik. Bonden afværger slut og kulde, teknikeren lægger naturens kræfter i lænker. Til teknik hører også kemi som atom-teknik og medicin som organisk teknik. 
Vilje til magt er det tekniske fremskridts drivfjeder. 

## VI. Teknikkens felttog
1. Europas masse-elendighed 
Teknikkens fremskridt til trods er den almindelige europæers liv et kapløb med tiden: Befolkningstilvæksten gør, at sult og kulde hele tiden er i hælene på ham. Fyldt syv år aftvinger skoletvangen ham friheden og de færreste genvinder den før døden indhenter dem. 
De europæiske folk har prøvet at komme ud af denne elendige situation på to måder: Med kolonialpolitik og socialisme.
2. Kolonialpolitik
Udvandring er en måde at lindre det europæiske helvede, (europäischen Hölle), men snart fyldes kolonien også op.
Den anden type kolonialpolitik er blevet flittig brugt af nogle europæiske lande: Ved at stjæle sydlige landes rigdomme og frarøve de farvede folk deres frihed og fritid, kunne de gøre livet lidt lettere der hjemme. Men også udnyttelsen har sine grænser og en eller anden gang vil slaverne gøre oprør og blive herrer i egne hus. 
Før det sker, må der udvikles måder at imødegå den europæiske skæbne på.
3. Socialpolitik
Socialisme uden teknik ville nok kunne udligne forskellene, men i højden gøre alle lige fattige. Frihed, fritid og kultur ville der ikke blive overskud til. Socialismen misforstår det europæiske problem: Det er ikke uretfærdig fordeling, men utilstrækkelig produktion. Vinter og overbefolkning er strengere despoter end alle kapitalister til sammen. Så det er opfinderne, som fører den vigtige revolution, ikke politikerne.
4. Teknisk verdensrevolution
Såvel kolonial imperialisme som socialisme kan bare lindre, men ikke løse den europæiske sygdom. Det er nu eller måske aldrig: Griber vi chancen og udvikler teknikken, så vi en gang for alle bliver herrer over naturen? 
5. Teknikkens armé
Europa (og Amerika) har mobiliseret jordkloden til den største befrielseskrig nogensinde. De hvide mennesker håber at bryde naturens tyranni en gang for alle. 
6. Den elektriske sejr
Gennem årtusinder har lyn terroriseret menneskeheden. Det blev afværget, da Benjamin Franklin opfandt lynaflederen. Men europæerne nøjedes ikke bare med at afværge. De gik direkte over til angreb og nu udfører elektriciteten mere arbejde for os, end det nogensinde var muligt for en aldrig så stor slavehær. 
På samme måde vil det nordiske menneske betvinge den ene efter den anden af naturkræfterne efterhånden erobre frihed, fritid og kultur. Ikke med krig og revolution, men ved opfindelser og arbejde, ved ånd og handling. 
7. Opfinderen som frelser
Alverdens dyrebeskyttelsesforeninger har ikke bidraget så meget til forbedring af hestenes vel som opfinderen af bilen. Alverdens børnehjem har ikke reddet så mange liv som opfinderen af vaccine. 
Hverken etik, kunst, religion eller politik kan befri menneskeheden fra paradisets forbandelse, bare teknikken. Den organiske teknik kommer til at befri kvinden: ”I smerte skal du føde dine børn”. Den uorganiske teknik skal befri manden: ”I dit ansigts sved skal du spise dit brød”. 
For to tusinde år siden håbede folk på fredsriget ved den romerske Pax Romana. Forvandlingen kom, men på det indre plan, ikke det ydre. Ikke ved kejser Augustus, men ved Jesus Kristus. 
På samme måde forventer menneskeheden i dag at socialismen skal bane vejen til en ny gylden tidsalder. Men det bliver ikke en revolutionær – ikke Lenin – men en opfinder, som en eller anden gang giver os fri energi til at dække alle behov og dermed befri os fra tvangsarbejdet. 

## VII. Teknikkens højeste mål
1. Kultur og slaveri
Al kultur til dato har været afhængig af slaveri: Antikken havde slaver, middelalderen livegne og vor tid har sine proletarer. De manges hårde arbejde gjorde det muligt for en udvalgt gruppe at skabe kultur. 
Nutiden, med sine kristne, sociale ideer, måtte give afkald på kultur eller godtage slaveriet. Det første var uæstetisk og det andet uetisk. Vesteuropa valgte kultur og slaveri, mens Rusland befriede sine proletarer på bekostning af kultur. Bare teknikken kan bryde slaveriet og redde kulturen.
2. Maskinen
”Teknikkens højeste mål er at løfte hele menneskeheden op til at blive en herrekaste, i hvis tjeneste en hær af naturkræfter arbejder i maskinerne.”
Mere og mere skal mennesket tænke og styre i stedet for at være kuli, og dermed stadig blive mere og mere menneske. Fremtidens arbejde vil ikke længere ødelægge mennesket, men give det mulighed til at udfolde alle sine evner i glæde og begejstring. 
3. Storbyen rives
Storbyen var en nødvendighed, da hesten var det hurtigste transportmiddel. Efterhånden som teknikken vinder frem, vil storbyen forvandles. Med en kæmpe skyskraber i midten, indeholdende forvaltning, butikker og alt det nødvendige, kan sunde boliger med grønne haver lægges der, hvor det er godt at bo. Fremtidens læger vil ryste på hovedet og ikke fatte, hvordan det var muligt for folk at leve i stenjungelen. For i dens usunde og unaturlige atmosfære forgiftes og forkrøbles menneskets legeme, sjæl og ånd systematisk. ”Storbykulturen er en sumpplante, som bæres af degenererede, sygelige og dekadente mennesker, som frivillig eller ufrivillig er kommet ind i livets blindgyder.” 
4. Millionærens kulturparadis
Dagens millionær er befriet for al nød, kulde og sult. Han kan besøge alle jordens steder og nyde alle dens goder. Han er friere end sydens folk. Ja, han er friere end forgangne tiders fyrster og konger. De herskede over mennesker, men millionæren hersker over naturen. ”Via kultur er han kommet hjem til et fuldkomment paradis.” Teknikkens mål er at alle skal få den samme frihed og kunne nyde de samme goder som dagens millionær. ”Som alle i dag har et ur, vil de måske om hundrede år have en bil, en villa og en telefon.” Teknikken kæmper mod nøden, ikke mod rigdommen. For aristokratisering af menneskeheden.

## VIII. Den tekniske tidsalders ånd
1. Heroisk pacifisme
Fremtidens paradis kan bare bringes til veje ved hårdt arbejde og afsavn. Men opfinderen, teknikkens helt, udgyder ikke blod. Han er en åndens og arbejdets fredelige helt, som ofrer sig for kampen mod kulde, sult, nød og tvangsarbejde. 
Guds rige på jorden er i færd med at etableres: Bjerge jævnes, floder vendes, søer dræneres, hele jorden vikles ind i skinner og kabler. Som et overjordisk væsen forvandler mennesket jorden, så den passer til behovene. 
2. Træghedens ånd
Krigen største synd er fejhed. Træghed er teknikkens største fjende og hovedmålet for den tekniske heroisme. Trægheden er nær sagt det eneste, som kan bringe den tekniske tidsalder til fald.
Det flyvende menneske er et symbol på teknikkens sejr over tyngdekraften. Menneskeviljens og menneskeåndens sejr over materiens træghed. I flyvningen forenes digtning og sandhed, romantik og teknik, Daidalus og Wagners myter med Leonardo da vinci og Goethe. 
3. Skønhed og teknik
Grækerne fandt skønheden i templernes og statuernes harmoni. Romerne i gladiatorernes kamp mod rovdyrene. Middelalderens kristne fordybede sig i gudstjeneste og sakramenter. Vor tids skønhedsideal må blive dynamisk. Som det flyvende menneske er al teknik en nydelse at iagttage, i bevægelse vel at mærke. Det er ikke let at fange skønheden i det forbikørende eksprestog med pensel eller mejsel. Heldigvis har teknikken også skabt et medium for dette: Filmen. Biografen er i færd med at afløse dagens teater, gårsdagens kirke og forgårs cirkus for at spille en førende rolle i fremtidens arbejderstat. 
Filmen er i færd med at bære et nyt evangelium ud til det ubevidste folk: Evangeliet om kraft og skønhed. Den forkynder den stærkeste mands og den skønneste kvindes sejr, uanset om heltene er forbrydere eller detektiver. Således prædiker lærredet på tusinde måder for manden: 'Vær stærk!' og for kvinderne: 'Vær skøn!'
At udvikle filmens massepædagogiske mission er en af den moderne kunstners største og mest ansvarsfulde opgaver. 
4. Emancipation
Den tekniske tidsalders kultus er kraftens. Nietzsches mandlige, europæiske etik er en protest mod den kvindelige, asiatiske, kristne moral. 
Hvor tidligere kvinden havde sin plads og derved sin indflydelse på samfundet gennem manden, fører kvindeemancipationen til at kvinden bliver mand og mister sin indflydelse. Det er nu mænd af begge køn! der bestemmer. Kvinden er ikke blevet frigjort, men afskaffet. Indrulleret i arbejdernes armé.
Det samme sker med asiaterne. For at klare sig i den nye verden europæiseres de. Indtil teknikken har sejret, må asiaterne bære den europæiske uniform og kvinden den mandlige. 
5. Kristendom og riddervæsen
Først i Nietzsches perspektiv fremstår teknikkens kamp ved ånd og handlekraft som god og ædel. 
Både riddervæsenet og arbejdet er mandligt og nordisk. Men arbejdsæren er trådt i stedet for ridderæren. Dovenskab er den nye skam. Den dovne vil blive betragtet som en desertør ved arbejdsfronten og foragtet for det. 
Arbejdsetikken vil overtage pacifisme og socialisme fra den kristne moral: Fordi bare freden er produktiv og fordi vi bare kan vinde den tekniske sejr sammen. 
6. Den buddhistiske fare
Leo Tolstoy-tilhængere og neo-buddhister prædiger en dødsgiftig propaganda, højforræderi mod Europas arbejdsarmé: De opfordrer den hvide menneskehed til at kapitulere på sejrens tærskel, til at give afkald på teknikkens nyvindinger. 
Buddhismens verdensanskuelse egner sig for alderdommen, Nietzsches religion for ungdommen og foråret og Goethes tro for sommerens blomstring. 
Befrugtet af den hellenske ånd bliver den germanske vilje seende. Heroisme sammen med rationalisme forvandler krigeren til tenker og helten til opfinder. Europa må kæmpe kampen til ende for en gang at kunne forløse sig selv og verden. 

## IX. Stinnes og Krassin
1. Erhvervslivsstater
Mathias Stinnes er føreren for det kapitalistiske tyske erhvervsliv. Leonid Borissowitsch Krassin føreren for Ruslands kommunistiske erhvervsliv. 
Militærstaten er død. Overgangen til erhvervslivsstat er det politiske udtryk for, at krigsfronten er blevet erstattet af arbejdsfronten. Både kapitalismen og kommunismen danner erhvervslivsstater, men endnu ikke kulturstater. Kommunismen er egentlig mere etisk end kapitalisme; men for det tekniske fremskridt er det uvæsentligt. Det afgørende er, hvilket system som viser sig at være mest egnet til at gennemføre befrielseskampen mod naturkræfterne. 
2. Den russiske fiasko
Fordi kapitalismen er veletableret, synes Stinnes at føre an. Men taget i betragtning at kommunismen bare er fem år gammel, lidende under militært, politisk og socialt sammenbrud, efter tab af enorme industriområder, i kamp mod resten af verden, tynget under årelang blokade, vedvarende borgerkrig, passiv modstand fra bønder, borgere og intellektuelle; og så en fejlslået høst. Når man også betænker russernes ringe organisatoriske evner, er det et under, at der fortsat findes industri i Rusland. Men skulle nu også kommunismen i Rusland bryde sammen, så er alligevel ikke socialismen død. Uvægerlig vil der komme en stærk mand og overtage hvor Krassin slap. 
3. Kapitalistisk og kommunistisk produktion
Kapitalismen har sin motor og akilleshæl i egoismen: Den tvinger alle deltagere til at yde maksimalt for ikke at blive udkonkurreret. Men produktion af utallige næsten ens varer er spild af tid og resurser. Dyrkelsen af egoismen er dømt til at knuse samfundet. 
Kommunismen derimod kan planlægge og økonomisere, udvælge og standardisere. Den kommunistiske armé danner én fælles arbejderfront. Idealisme er drivkraften. Den fælles stat og de fælles goder er målet. Derfor kan Krassin svinge pisken direkte, f.eks. med strejkeforbud, mens Stinnes må nøje sig med indirekte styringsværktøj som skatter og afgifter. Kommunismens problem er bureaukratiseringen Alligevel er den kommunistiske kamp mod naturkræfterne en folkekrig, derfor tilhører fremtiden Krassin. Det er derfor i hele verdens interesse ikke at forstyrre dette eksperiment, men at bistå efter bedste evne. For bare da kan vi få et svar på, om kommunismen er i stand til at reformere erhvervslivet eller om kapitalismen er et nødvendigt onde. 
4. Arbejdets soldater og lejesvende
For tre hundrede år siden blev privatmanden Wallenstein Tysklands mægtigste mand ved hjælp af pengene, han tjente på den bøhmiske krig, og sin private hær. På samme måde er nu Stinnes blevet Tysklands mægtigste mand ved hjælp af pengene, han tjente på verdenskrigen, hans presse og hans arbejdshær. For i den kapitalistiske stat er arbejderen lejesoldat. I deres sved kan industrikonger i dag bygge sine plutokrat-dynastier og forhandle som jævnbyrdige med regeringer og stater. 
Den kommunistiske arbejdsarmé modsvarer den moderne, nationaliserede hær, den private ejendomsret er ophævet. Arbejdet er blevet en pligt, men bliver samtidig forherliget. Såvel Stinnes som Krassin er øverstbefalende for sine arbejdshære. De opfatter sig som modstandere; de marcherer hver for sig, men kæmper for det samme. 
5. Social kapitalisme – liberal kommunisme
Kapitalisme kan bare retfærdiggøres, om folk har det godt. Ved at der skabes rigdom, som alle for del i, kan kapitalismen forsone sig med sine lejesoldater. På samme måde må kommunismen forsone sig med sine intellektuelle. Det første prøver England på, det andet Rusland. For Krassin har erkendt, at det er nødvendigt at lære af kapitalismen. Derfor stimuleres nu private initiativer, fabriksejerne kaldes tilbage; den svage arbejdsmotor idealisme styrkes med lidt egoisme. 
Kommunismen er et vendepunkt i udviklingen af erhvervslivet fra arbejdsgiver- til arbejdsstat, fra det ufrugtbare plutokrati til et nyt socialt aristokrati af åndelige mennesker. 
6. Arbejdsgiverforening og fagforeninger
De dygtigste fra begge lejre vil slå sig sammen, fordi det er bedre at redde verdenskulturen med en fredsaftale end at ødelægge den med en tilintetgørelseskrig. Der vil fortsat måtte være førere og fodfolk, men morgendagens industrielle vil tage ansvar. De uproduktive kapitalister vil forsvinde ud af erhvervslivet. 
Arbejdsgiverforening og fagforening er i færd med at vokse og vil snart få større betydning end regering og parlament De vil udfylde og kontrollere hverandre. Arbejdsgiverne vil lede kampen mod naturkræfterne, mens fagforeningerne vil fordele byttet. 

## X. Fra arbejdsstat til kulturstat
1. Børnekult
Vi bygger arbejdsstaten, men det, der giver os kraft, er tanken på målet: Kulturstaten. Hvor østen lever i nuet, lever vesten i fremtiden. For os er status quo tilbagegang, nederlag. Vestens arbejdere slider sig til døde for at kunne give sine efterkommere udsigt til et bedre liv. Vesten tror på udvikling, på fremskridt Hvor østen dyrker sine forfædre, dyrker vesten sine efterkommere. 
I dagens samfund lever kulturbærer og tvangsarbejder side om side. Men det er i færd med at forandre sig. Vi er alle tvangsarbejdere i forhold til kommende slægter, som vil kunne nyde frugten af vort arbejde. De vil engang fuldføre vort værk: Kulturstaten. Vi er slaver for de kommende herrer. 
2. Arbejdspligt
Arbejdsstaten er sidste etape på vejen til fremtidens kulturparadis. Derfor er arbejde pligt Alle kræfter må sættes ind i fremskridtets og produktionens tjeneste. Ingen har ret til lediggang. Samtidig har generationers slid gjort arbejde til en kær pligt. Millionæren arbejder ufortrødent videre, selv om han har nok til at kunne trække sig tilbage. Pensionisten fortsætter at arbejde, fordi det giver livet mere mening end at sidde stille. Håbet, som Lenin udtrykker i Staat und Revolution, om at menneskeheden også ville arbejde uden at blive tvunget til det, er ingen utopi for det nordiske menneske. 
Alligevel er det ikke nok til at overvinde sult og kulde. Derfor må opfinderne få al den støtte, de kan få. De er vor tids vigtigste personer. Men industriarbejderne udgør den vigtigste stand: For de føder resultaterne af opfindernes skaberkraft. 
3. Producent- og konsumentstat
Det er i producentens interesse, at efterspørgslen er større end udbuddet, for det giver mest i kassen. Han vil hellere destruere varer, end at sælge dem med tab. Han vil hellere købe ny teknologi op og ødelægge den, hvis det giver den bedste avance. Kornbønderne lever af folks sult. Kulværkerne at at folk fryser. 
Et andet problem, som kapitalismen medfører, er reklamen. Den presser folk til et unaturligt forbrug på den ene side, og på den anden side skaber den utilfredshed. Begæret, som reklamen skaber, kan ikke stilles. Knapt har du skaffet dig genstanden for dit begær, så er der noget andet du må købe. Denne utilfredshed står i vejen for den tekniske revolution. 
I kulturstaten er det omvendt. I stedet for at forbruget kontrolleres af produktionen, vil konsumenterne kontrollere produktionen, som ikke længere drives af producentens begær, men af almenhedens behov. Det er parlamentets fremtidige mission at blive talerør for alle konsumenter. 
4. Revolution og teknik
Revolutionen, som skal nyordne Europas produktionsanarki, må ikke forfalde til Ruslands destruktive metoder. Kommunisternes krig og anarki ville koste 100 millioner europæere livet. De strakte sig efter retfærdighedens stjerne, men glemte kampen mod sult og kulde. 
Etikken kræver af den kommende revolution, at menneskeliv skånes og holdes helligt. Den, der med vilje dræber et menneske, forbryder sig mod fællesskabet hellige ånd. 
Teknikken kræver af den kommende revolution, at menneskets værk skånes og holdes helligt. Den, der med vilje saboterer en maskine, forbryder sig mod arbejdets hellige ånd. 
Kapitalismen har begået dobbelt helligbrøde i verdenskrigen, kommunismen i den russiske revolution. Ingen af dem viste ærefrygt hverken for menneskeliv eller menneskeværk. 
Europas tekniske organisation og maskinpark danner fundamentet i dets fremtidige kultur. Forsøger Europa at anbringe et politisk tag på kulturbygget, før dets tekniske murer står, vil bygget bryde sammen over de uforsigtige bygmestre og de forsvarsløse beboere. 
5. Teknikkens farer
Etik uden teknik fører til katastrofer som efter den russiske revolution og teknik uden etik fører til katastrofer som første verdenskrig, og vil vesten ikke lære af det, vil der komme nye tilsvarende krige. De vil imidlertid blive stadig frygteligere efterhånden som teknikken udvikles. 
Kulturstaten er målet. Teknikken et middel. Derfor må kulturens bærere videreudvikle etikken. Lærere, præster og alle slags kunstnere må forberede den store festdag. Disse danner kulturstatens sjæl, hvor ingeniører og kemikere danner dens legeme. Etikken lærer menneskerne den rette brug af den magt og frihed, som teknikken skænker dem. Kan mennesket ikke styre sin vundne magt og frihed, ville det være bedre, at det var forblevet afmægtig og slavebundet. 
Maskinen bærer et Janus-hoved: Gør mennesket maskinen til sin tjener, vil den sikre ham magt, frihed, fritid og kultur. Gør mennesket sig til slave af maskinen, vil den fratage ham al magt og kultur og gøre ham til en bestanddel af maskinen. 
På samme måde, som en hær må styres af politiske mål og ikke kan leve sit eget, ukontrollerede liv, må teknikken styres af etiske mål. Hverken kunst, teknik, videnskab eller politik har en værdi i sig selv. De er bare midler, som skal hjælpe mennesket frem til at blive fuldendt. 
6. Fremtidens romantik
Hårde betingelser øger behovet for romantik. Biografen, teateret og romaner er som vinduer, fra hvilke europæiske tvangsarbejdere kan skue ud i det fri. Romantikken kan deles op i fire retninger: 
- Tilbage i tid
- Ud i det fjerne østen og vilde vesten
- Ind i okkultismen
- fremad mod paradis på jord
Oswald Spengler åbenbarer fortidens kulturer for os, Kayserling de fjerne kulturer og Rudolf Steiner det okkultes rige. Disse mænds store virkning på tysk åndsliv kan delvis forklares med det hårdprøvede folks romantiske længsel. 
Tilbage, ud i verden og til det hinsidige fører bare fantasien. Fremover fører til handling. Derfor er det hverken historisme, orientalisme eller okkultisme som er vor tids drivkraft, men fremtidens romantik. Her prædiger Marx arbejdets kommende verdensrige og Nietzsche, overmenneskets forkynder, kulturens kommende verdensrige. Begge forlægger paradis til fremtiden, begge er mænd, europæere, dynamikere, men også fremtids-romantikere. Den, som bekymrer sig om arbejdsstaten, må forholde sig til socialismen og til Marx. Den, som bekymrer sig om forberedelserne til den kommende kulturstat, må forholde sig til Nietzsche og hans overmenneske. Marx er morgendagens profet; Nietzsche profeten for i overmorgen. 
Det højeste, romantiske fremtidsideal i Europa er tilbage til naturen, men på et højere plan. Efter årtusinders krigsførelse er tiden kommet for mennesket at slutte fred og lade sig krone som jorden hersker.